# 77870 MOTESS
أم أو تي إي أس أس (ويعرف أيضًا باسم 77870 أم أو تي إي أس أس وفق تسمية الكوكب الصغير) (بالإنجليزية: MOTESS)‏ هو كويكب ضمن حزام الكويكبات؛ وترتيبه 77870 من حيث الاكتشاف.
اكتُشف هذا الجُرم الفلكي بواسطة Paulo R. Holvorcem ‏ في 16 سبتمبر 2001.

## وصلات خارجية
- 77870 MOTESS في قاعدة بيانات مختبر الدفع النفاث لأجرام النظام الشمسي الصغيرة

- الاكتشاف · مخطط المدار ·  العناصر المدارية · المعلمات المادية

- 77870 MOTESS على موقع ويكي سكاي: DSS2, SDSS, GALEX, IRAS, Hydrogen α, X-Ray, Astrophoto, Sky Map, Articles and images